# Josh Duncan
Josh Duncan (Cincinnati, 12 maggio 1986) è un cestista statunitense.

## Palmarès
- Campionato tedesco: 1

Brose Bamberg: 2014-15
- Supercoppa del Belgio: 1

Liegi Basket: 2009